# Louroux-de-Beaune
Louroux-de-Beaune – miejscowość i gmina we Francji, w regionie Owernia-Rodan-Alpy, w departamencie Allier.

## Demografia
Według danych na rok 1990 gminę zamieszkiwało 199 osób, a gęstość zaludnienia wynosiła 19 osób/km². W styczniu 2015 r. Louroux-de-Beaune zamieszkiwały 183 osoby, przy gęstości zaludnienia wynoszącej 17,5 osób/km².